# Haute Route
La Haute Route (espressione francese che significa alta via) è il nome dato ad un percorso (con diverse varianti) realizzabile a piedi o con gli sci da sci alpinismo tra Chamonix (Francia) e Zermatt (Svizzera).

## Storia
Fu tracciato come percorso alpinistico dai membri dell'Alpine Club inglese nella metà del XIX secolo. Il percorso dura circa 12 giorni se percorso a piedi oppure circa 7 giorni se percorso con gli sci. Copre una distanza di 180 km dalla valle di Chamonix al cospetto del Monte Bianco a Zermatt di fronte al Cervino.
Originariamente era denominato in inglese The High Level Route (la strada di alto livello); in seguito, nel 1991, la denominazione è stata tradotta in francese in occasione della realizzazione del primo percorso con gli sci. Da allora prevale da denominazione in francese.
La denominazione Haute Route si è poi generalizzata indicando qualsiasi tour alpino di più giorni e che raggiunge più rifugi; tuttavia senza ulteriori specificazioni Haute Route continua ad indicare il percorso Chamonix-Zermatt.

## Località e rifugi
Lungo il percorso si incontrano le seguenti località e rifugi:
- Le Tour, località di Chamonix
- Rifugio Alberto Primo
- Rifugio del Trient oppure Rifugio d'Orny
- Champex, località di Orsières
- Cabane de Valsorey oppure Cabane de Chanrion
- Cabane des Vignettes
- Arolla
- Cabane de Bertol
- Schönbielhütte
- Zermatt